# 23663 Kalou
23663 Kalou este un asteroid din centura principală de asteroizi.

## Descriere
23663 Kalou este un asteroid din centura principală de asteroizi. A fost descoperit pe 10 martie 1997 la Arbonne-la-Forêt de Michel Meunier. El prezintă o orbită caracterizată de o semiaxă mare de 2,39 ua, o excentricitate de 0,06 și o înclinație de 7,1° în raport cu ecliptica.